# Association Sportive Douanes
|  | No s'ha de confondre amb Association Sportive Douanes, Association Sportive des Douanes, Association Sportive des Douanes de Lomé, o AS des Douanes de Niamey. |

L'Association Sportive Douanes és un club futbol senegalès de la ciutat de Dakar. Disputa els seus partits a l'Stade Leopold Senghor. els seus colors són el vermell i el blanc.

## Palmarès
- Lliga senegalesa de futbol:[2]
  - 1993, 1997, 2006, 2007, 2008, 2015
- Copa senegalesa de futbol:[3]
  - 1986, 1997, 2002, 2003, 2004, 2005
- Copa de la Lliga senegalesa de futbol:[3]
  - 2009, 2015
- Copa de l'Assemblea Nacional del Senegal:[3]
- 2015